# Zimiromus muchmorei
Espèce
Zimiromus muchmorei est une espèce d'araignées aranéomorphes de la famille des Gnaphosidae.

## Distribution
Cette espèce est endémique des îles Vierges. Elle se rencontre aux îles Vierges des États-Unis sur Saint John et Saint Thomas et aux îles Vierges britanniques sur Norman.

## Description
Les mâles mesurent 3,36 mm en moyenne et les femelles de 3,73 à 4,75 mm.

## Étymologie
Cette espèce est nommée en l'honneur de William B. Muchmore.

## Publication originale
- Platnick & Shadab, 1976 : A revision of the Neotropical spider genus Zimiromus, with notes on Echemus (Araneae, Gnaphosidae). American Museum novitates, no 2609, p. 1-24 (texte intégral).